# سيجيستا

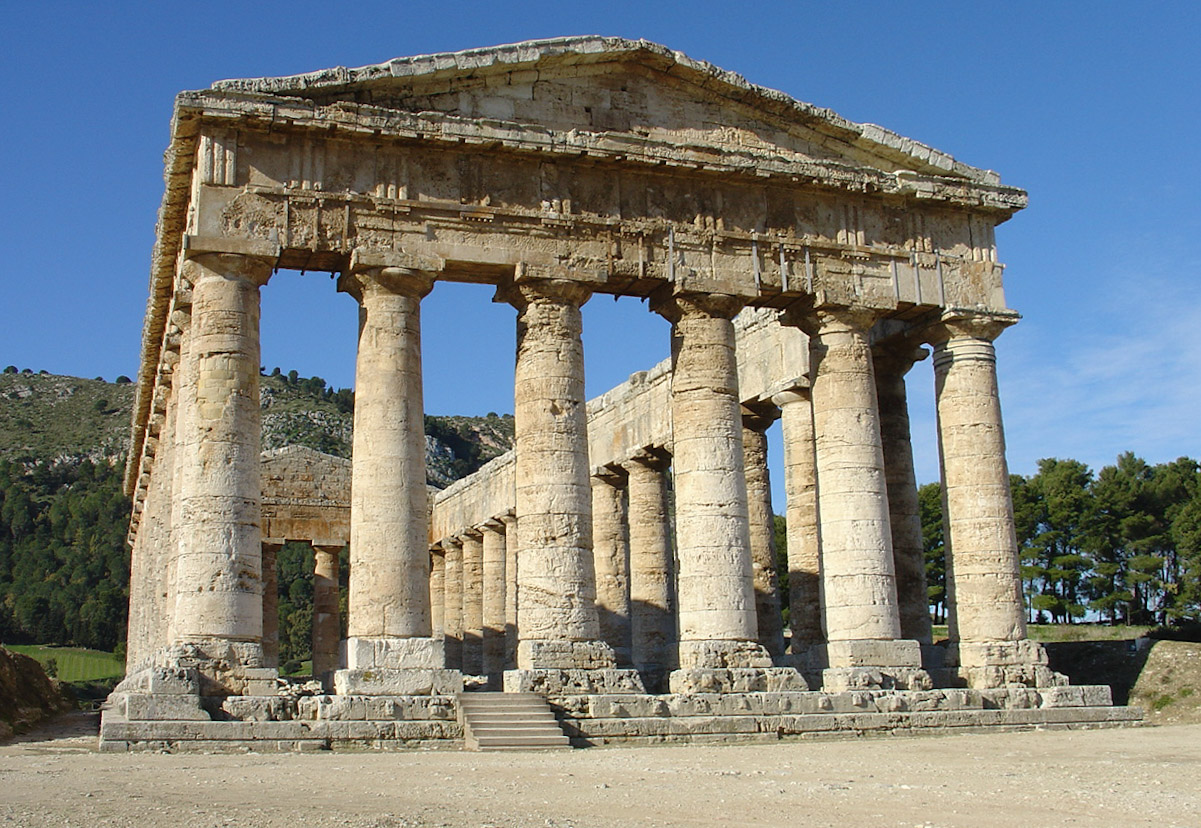
المعبد الدوري في سيجيستا

حُمَّة أو سيجيستا (بالصقلية:Segesta) كانت المركز السياسي للشعب الإلمياني وتقع في الجزء الشمالي الغربي من جزيرة صقلية في ما يسمى الآن مقاطعة تراباني وبلدية كالاتافيمي سيجيستا.